# علي جمال محمد
علي جمال محمد (11 سبتمبر 1994) لاعب كرة قدم بحريني يلعب حاليا لصالح نادي الدرجة الأولى المحرق البحريني في مركز المهاجم من 2012.

## الإنجازات

### المحرق
- الدرجة الأولى (1): 2015
- كأس ملك البحرين (2): 2013، 2016

### منتخب البحرين
- كأس الخليج للمنتخبات الأولمبية (1): 2013